# الجلجال الأول

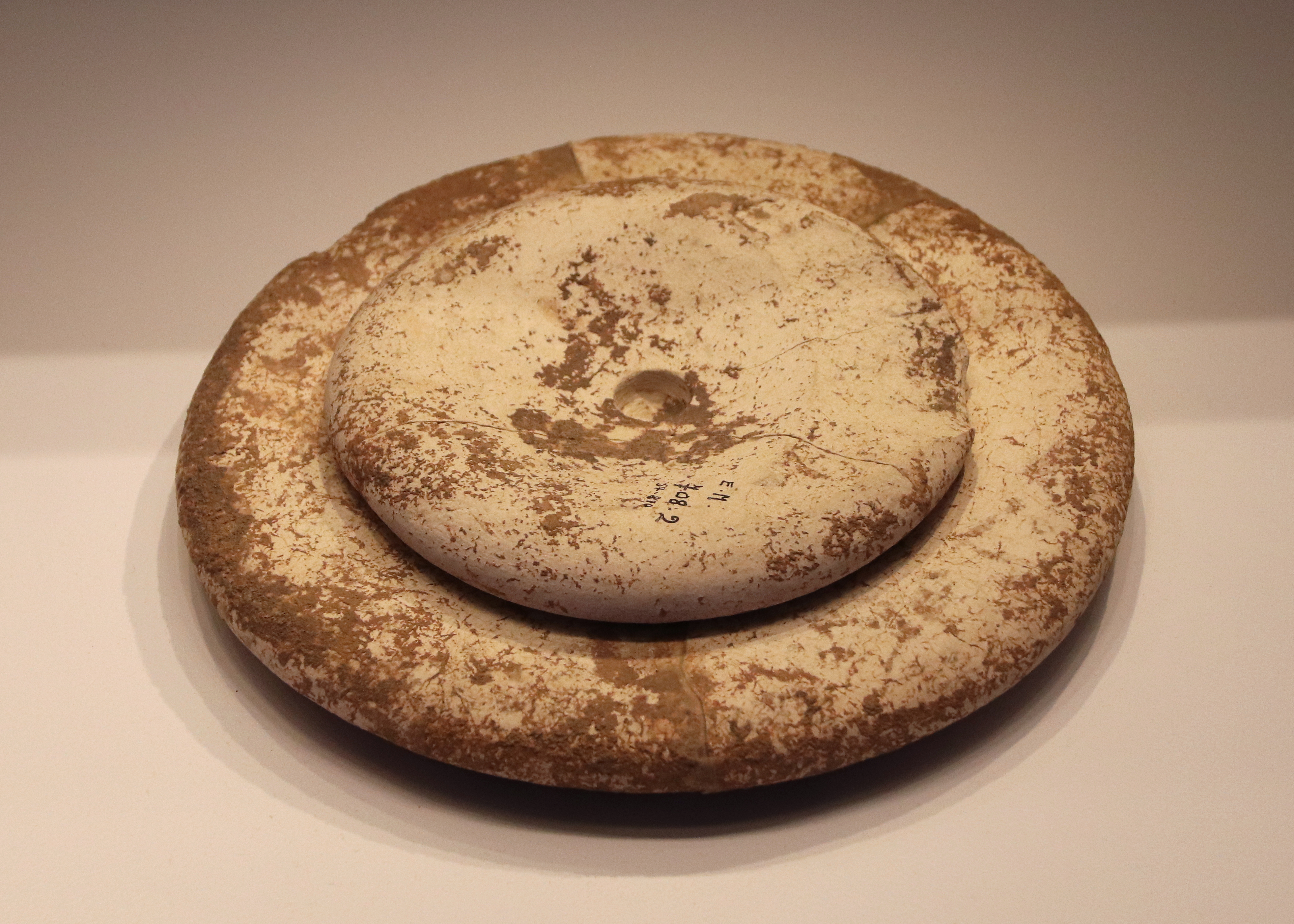
أداة طحن من جلجال، حضارة نطوفيان، 12500-9500 قبل الميلاد

الجلجال الأول (العبرية: גלגל) هو موقع أثري في وادي الأردن، الضفة الغربية، يعود تاريخه إلى العصر الحجري الحديث المبكر. يقع الموقع على 8 ميل (13 كـم) شمال أريحا القديمة. إن المعالم والقطع الأثرية التي تم اكتشافها في الجلجال الأول تلقي الضوء على الزراعة في بلاد الشام. تم العثور على أقدم التين المستأنس في العالم في منزل محترق في الموقع، وقد تم وصفه بأنه قادم من أشجار التين المزروعة، وليس البرية.

## تاريخ التنقيب
نقب لأول مرة في الجلجال الأولى على يد تامار نوي في عام 1979. وقد أجرى عوفر بار يوسف من جامعة هارفارد، بالتعاون مع مردخاي إي. كيسليف وأنات هارتمان من جامعة بار إيلان، المزيد من الحفريات.

## النتائج
عثر علماء الآثار على مخابئ لبذور التين المنتشرة بشكل انتقائي، تم تخزينها مع الشعير البري والشوفان البري والجوز بكميات كبيرة جدًا بحيث لا يمكن حسابها حتى من خلال التجميع المكثف، في طبقات يعود تاريخها إلى حوالي 11000 عام. وكشفت الحفريات أيضًا عن بقايا ثلاثة عشر مبنى دائريًا مصنوعًا من الطين والصخور.
بعض النباتات التي جُرِّبت ثم هُجِرت خلال العصر الحجري الحديث في الشرق الأدنى القديم، في مواقع مثل الجلجال الأولى، تم تدجينها بنجاح في أجزاء أخرى من العالم.

### زراعة شجرة التين
في الجلجال، عثر علماء الآثار على تين متفحم قديم مخزن في منزل عمره 11400 عام ويبدو أنه من نوع متحور "بارثينوكاربيك"، تم اعتماده وزراعته للاستهلاك البشري. إن التين الذي تم اكتشافه في الجلجال يفتقر إلى البذور الجنينية، وهي طفرة لا تستمر في الطبيعة أكثر من جيل واحد. ويشير هذا إلى أن أشجار التين في الجلجال كانت تُحافظ عليها بشكل مصطنع من خلال زراعة أغصان حية في الأرض، وهي تقنية بستانية تُعرف باسم التكاثر الخضري. يبدو أن بعض بقايا التين التي تم العثور عليها في مواقع أخرى في الشرق الأوسط تنتمي إلى صنف الجلجال.
يقدم هذا لعلماء النبات الأثريين دليلاً على أن الزراعة ربما بدأت في الشرق الأدنى القديم عندما قام الناس بتدجين شجرة التين قبل حوالي ألف عام من تمكنهم من فعل الشيء نفسه مع القمح والشعير والبقوليات. وهذا يدفع تاريخ تدجين شجرة التين إلى الوراء حوالي 5000 عام قبل ما كان يعتقد، ويجعل التين أقدم محصول مستأنس نعرفه.

### أشياء من الطين
تم اكتشاف أشياء طينية مخبوزة تعود إلى العصر الحجري الحديث ما قبل الفخار (PPNA) في الجلجال الأول، وكانت معظمها تماثيل صغيرة وتحف رمزية. باعتبارها من أقدم الاكتشافات الخزفية في بلاد الشام، فإنها تثير اهتمام علماء الآثار بسبب خصائصها الفنية والأسلوبية والرمزية والتكنولوجية.

## مشروع مركز تعليمي
تعمل مؤسسة موريشيت إسرائيل على تطوير مركز الجلجال التعليمي في وادي الأردن، وهو مركز مفتوح للجمهور من شأنه أن يسلط الضوء على أهمية هذا الموقع الأثري.

## روابط خارجية
- تواريخ الكربون المشع لجلجال الأولى
- جامعة كولونيا، مدخل قاعدة بيانات سياق الكربون المشع لجيلجال الأول